# 督撫標兵
督撫標兵為清朝各省的總督、巡撫直轄的綠營兵力，隸屬於總督者稱為督標，隸屬於巡撫者稱為撫標，以「營」為單位。督標下設副將、參將以下武職官員；撫標下設參將、游擊以下武職官員。

## 督標建制
各督標轄營數量與兵額不一。督標設置中軍副將一員管理全標營務，中營或左營設置都司一員，各營設置守備各一員，分別掌理各營事務。

### 直隸
直隸督標四營，分為左、右、前、後。督標中軍兼管左營，設副將一人、都司一人、千總二人、把總四人；右營、前營、後營各設遊擊一人、中軍守備一人、千總二人、把總四人。四營共有外委十四人。

### 兩江
兩江督標二營。

### 閩浙
閩浙督標三營。

### 湖廣
湖廣督標三營。

### 陝甘
陝甘督標五營。

### 四川
四川督標三營。

### 兩廣
兩廣督標五營。

### 雲貴
雲貴督標三營。

### 河道
河道督標三營。

### 漕運
漕運督標二營。

## 撫標建制
撫標一般為二營，分為左、右，兵額從八九百至千餘人不等。
。